# إيفان سفيتليتشني
إيفان سفيتليتشني (بالأوكرانية: Іва́н Олексі́йович Світли́чний)‏؛ 1929م- 1992م) شاعر وناقد أدبي أوكراني ومنشق سوفيتي.

## السيرة الذاتية
وُلد إيفان سفيتليتشني في 20 سبتمبر 1929م في بولوفيكينو، لوهانسك أوبلاست لعائلة من المزارعين.
في عام 1952م؛ تخرج من الكلية اللغوية في جامعة خاركيف. في عام 1954م؛ حصل على الدكتوراة من معهد شيفتشينكو للأدب في كييف. من 1954م إلى 1965م؛ عمل محررًا في المجلة الأدبية دنيبر.
أصبح سفيتليتشني قريبًا من فاسيل سيمونينكو؛ وساعد في نشر قصائده في ساميزدات (الأدب المطبوع) وماغنيتيزيدات ( التسجيلات الصوتية غير الرسمية). ترجم شعر سفيتليشني بدوره إلى الروسية؛ على يد المنشق يولي دانيال.
في أوائل الستينيات، كان سفيتليتشني أحد مؤسسي نادي الشباب المبدع في كييف. كان نادي المثقفين اليساريين الأوكرانيين يُراقبون عن كثب من قبل الـــكى جي بي الأوكراني. في أغسطس 1965م؛ قبض عليه لتورطه في النادي، وسُجن لمدة عام في معسكر العمل.
في يناير/ كانون الثاني 1971م، قُبض على سفيتليتشني مع 18 آخرين؛ كانوا على صلة بقضية ياروسلاف دوبوش. كان دوبوش- 24 عامًا- بلجيكيًا من أصول أوكرانية؛ جند من قبل منظمة قومية أوكرانية؛ لتوزيع الأدب المناهض للشيوعية في أوكرانيا. كان سفيتليتشني من بين جهات الإتصال الرئيسية لدوبوش. حُكم عليه بالسجن سبع سنوات مع الأشغال الشاقة وخمس سنوات في المنفى. قضى وقته في معسكر العمل بيرم 35.

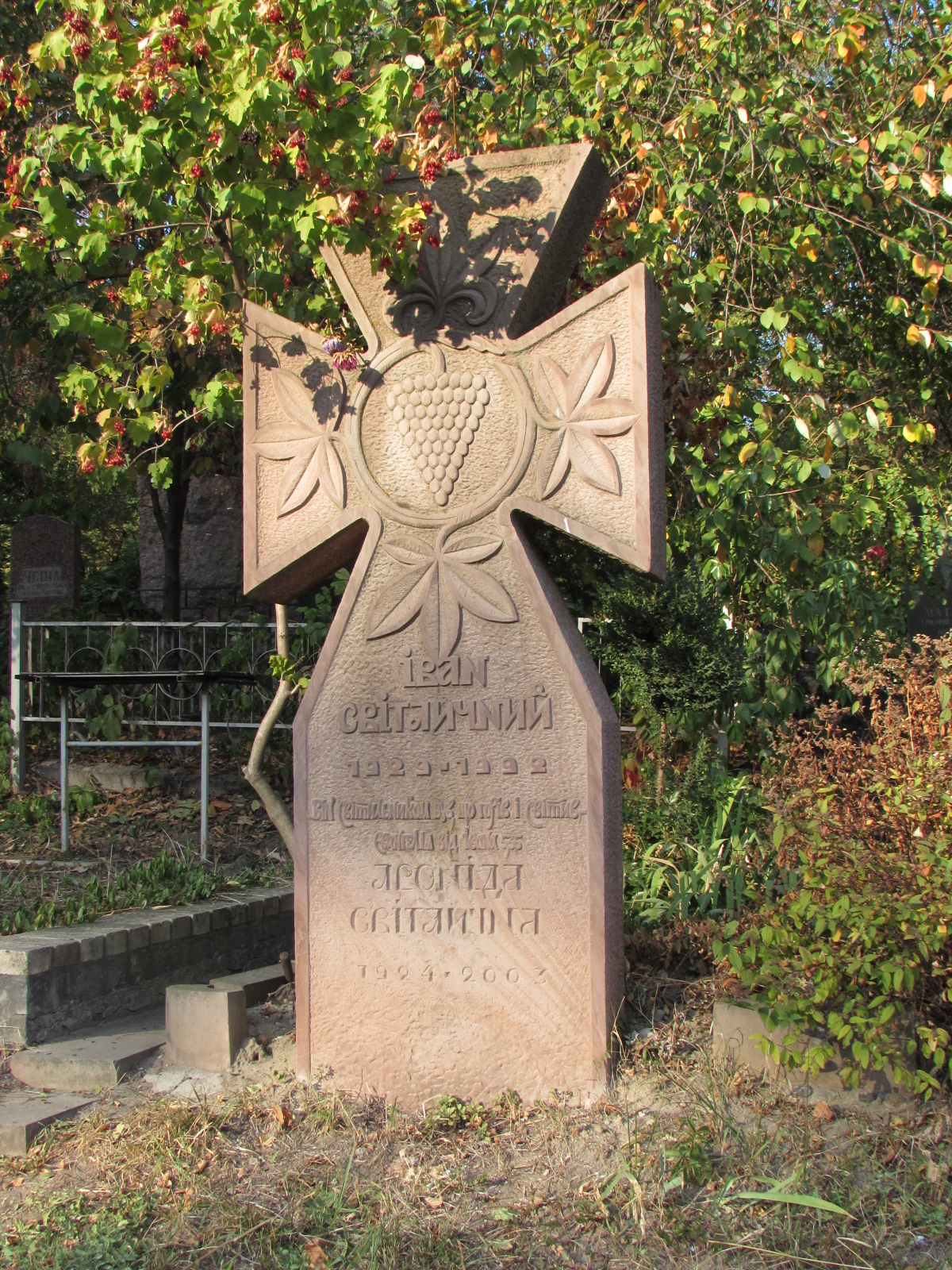
قبر سفيتليتشني في مقبرة بايكوف

في عام 1977م، أدرج أندريه ساخاروف اسم سفيتليتشني في مُناشدة لــجيمي كارتر.
أطلق سراح سفيتليتشني في يناير 1983م. وعاد- وهو في حالة مرضية خطيرة- بعد أن أصيب بجلطة دماغية في معسكر الإعتقال. في السنوات الثلاث الأخيرة من حياته لم يكن قادرًا على الحركة أو الكلام.
توفي إيفان سفيتليتشني في 25 أكتوبر 1992م. دفن في كييف في مقبرة بايكوف.
عيين سفيتليتشني عضو في نادي القلم الدولي في عام 1978م، وكان عضوًا في اتحاد كُتاب أوكرانيا في عام 1990م. في عام 1989م؛ حصل سفيتليتشني على جائزة فاسيل ستوس. في عام 1994م؛ حصل بعد وفاته على جائزة شيفتشينكو الوطنية.
كان سفيتليتشني شقيق المنشقة والناشطة في حركة حقوق الإنسان ناديا سفيتليتشنا.